# Lijst van pokertoernooien
- Asian Poker Tour
- Aussie Millions
- Belgium Open Poker Championship
- Benelux Classics
- Benelux Poker Tour
- Dutch Classics
- Dutch Open Poker Series
- Estrellas Poker Tour
- European Poker Tour (EPT)
  - EPT Barcelona
  - EPT London
  - EPT Baden
  - EPT Dublin
  - EPT Praag
  - PokerStars Caribbean Adventure
  - EPT Berlin (voorheen EPT Dortmund)
  - EPT Kopenhagen
  - EPT Warschau
  - EPT San Remo
  - EPT Monte Carlo (Grote Finale)
- Holland Casino Poker Series
- Irish Poker Open
- Latin American Poker Tour (LAPT)
- Master Classics of Poker (MCOP)
- MEC Poker Open
- National Heads-Up Poker Championship
- Open Nederlands Kampioenschap Poker
- Partouche Poker Tour (PPT)
- Poker Series
- Super Bowl of Poker (SBOP)
- UK and Ireland Poker Tour
- World Championship of Online Poker (WCOOP)
- World Cup of Poker
- World Heads-Up Poker Championship
- World Poker Tour (WPT)
  - World Poker Tour Amsterdam
  - WPT Battle of Champions
  - WPT Ladies Night
  - Mirage Poker Showdown
  - Legends of Poker
  - Borgata Poker Open
  - Festa Al Lago
  - Grand Prix de Paris
  - North American Poker Championship
  - Mandalay Bay Poker Championship
  - World Poker Finals
  - Bellagio Five Diamond World Poker Classic
  - PokerStars' Caribbean Poker Adventure
  - WPT Fathers and Sons
  - World Poker Open
  - Borgata Poker Classic
  - L.A. Poker Classic
  - WPT Celebrity Invitational
  - Bay 101 Shooting Star
  - World Poker Challenge
  - Foxwoods Poker Classic
  - WPT World Championship
- World Series of Poker (WSOP)
- World Series of Poker Africa
- World Series of Poker Asia Pacific (WSOPA)
- World Series of Poker Europe (WSOPE)